# Uropygialkörtel

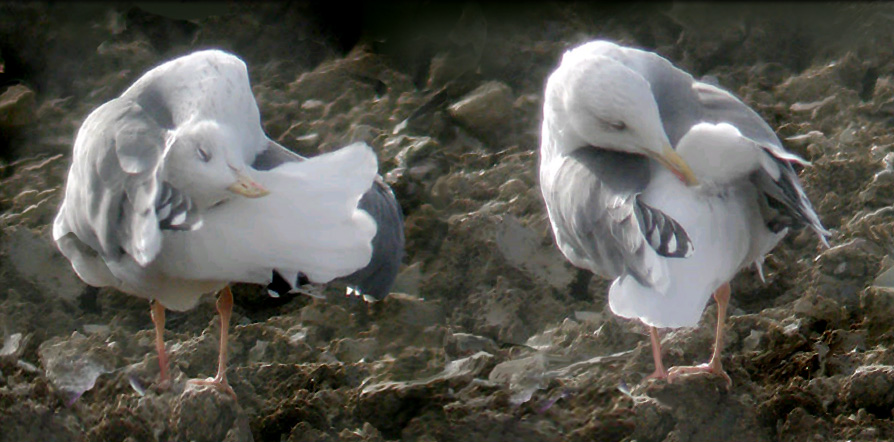
Gråtrutar som putsar sig. Fågeln till höger stimulerar uropygialkörtelns öppning med näbben.

Uropygialkörtel eller gumpkörtel är en körtel som de flesta fåglar har. Den sitter på övergumpen och utsöndrar ett oljeaktigt sekret. Fåglar använder näbben för att bestryka sina fjädrar med detta sekret för att förbättra fjädrarnas isoleringsförmåga mot vatten, kyla och vind.
Vissa fåglar saknar denna körtel, som ickeflygande arter med dunig fjäderdräkt som struts, emuer och kasuarer.